# Château de la Magnanne
Ne doit pas être confondu avec le château de Magnanne à Ménil en Mayenne
Le château de la Magnanne est un château situé à la Magnanne, hameau à l’est de la commune d’Andouillé-Neuville en Ille-et-Vilaine. Il se situe le long de la rivière d’Andouillé, affluent de l'Ille.

## Histoire
Il a été édifié au XVIIe siècle à la place d’une ancienne demeure des seigneurs locaux. À la suite d'un incendie en 1893, le château est reconstruit par Henri Mellet et la toiture à la Mansart a été remplacée par une toiture simple à doubles pans.
Il fait l’objet d’une inscription au monuments historiques depuis 4 juillet 1980. Cette inscription a été annulée puis le château a été réinscrit le 13 janvier 2011,,.